# 加拉塔 (蒙大拿州)
加拉塔（英語：Galata）是位於美國蒙大拿州圖勒縣的非建制地區。

## 歷史
加拉塔的郵局自1902年營運至今。

## 地理
加拉塔所處的海拔為高於海平面945米（即3101英呎），而該地所採用的時區為UTC-6，即北美山地時區（MST）。同時該地設有夏令時間，為UTC-7調快一小時，即UTC-6（MDT）。